# Степове (Лозівська міська громада)
Степове (до 18 лютого 2016 — Радя́нське) — село в Україні, у Лозівській міській громаді Лозівського району Харківської області. Населення становить 260 осіб. До 2020 орган місцевого самоврядування — Миролюбівська сільська рада.

## Географія
Село знаходиться між селами Петропілля та Страсне (3,5 км). По селу протікає пересихаючий струмок з загатою. Поруч проходить залізниця, найближча станція — Страсний за 4,5 км.

## Історія
- 1930 — дата заснування.
- 2016 —  село Радянське перейменовано на Степове[1].
- 12 червня 2020 року, відповідно до Розпорядження Кабінету Міністрів України  № 725-р «Про визначення адміністративних центрів та затвердження територій територіальних громад Харківської області», увійшло до складу Лозівської міської громади.[2]
- 17 липня 2020 року, в результаті адміністративно-територіальної реформи та ліквідації колишнього Лозівського району (1923—2020), увійшло до складу новоутвореного Лозівського району Харківської області.[3]

## Економіка
- Молочно-товарна ферма.